# Гардинг
Гардинг (њем. Garding) град је у њемачкој савезној држави Шлезвиг-Холштајн. Једно је од 132 општинска средишта округа Нордфризланд. Према процјени из 2010. у граду је живјело 2.664 становника. Посједује регионалну шифру (AGS) 1054036.

## Географски и демографски подаци
Гардинг се налази у савезној држави Шлезвиг-Холштајн у округу Нордфризланд. Град се налази на надморској висини од 2 метра. Површина општине износи 3,1 km². У самом граду је, према процјени из 2010. године, живјело 2.664 становника. Просјечна густина становништва износи 871 становника/km².